# Gmina Murter-Kornati
Gmina Murter-Kornati (chorw. Općina Murter-Kornati) – gmina w Chorwacji, w żupanii szybenicko-knińskiej. W 2011 roku liczyła 2044 mieszkańców.